# Campeonato Mundial de Natación en Piscina Corta de 2014
El XII Campeonato Mundial de Natación en Piscina Corta se celebró en Doha (Catar) entre el 3 y el 7 de diciembre de 2014 bajo la organización de la Federación Internacional de Natación (FINA) y la Federación Catarí de Natación.
Las competiciones se realizaron en el Centro Acuático Hamad de la capital catarí.

## Resultados

### Masculino
| Evento                    | Oro                                                                                         | Plata                                                                                       | Bronce                                                                                       |
| ------------------------- | ------------------------------------------------------------------------------------------- | ------------------------------------------------------------------------------------------- | -------------------------------------------------------------------------------------------- |
| 50 m libre (05.12)        | Florent Manaudou Francia 20,26 RM                                                           | Marco Orsi · Italia · 20,69                                                                 | César Cielo · Brasil · 20,88                                                                 |
| 100 m libre (07.12)       | César Cielo · Brasil · 45,75                                                                | Florent Manaudou Francia 45,81                                                              | Danila Izotov · Rusia · 46,09                                                                |
| 200 m libre (03.12)       | Chad le Clos Sudáfrica 1:41,45                                                              | Danila Izotov · Rusia · 1:41,67                                                             | Ryan Lochte Estados Unidos 1:42,09                                                           |
| 400 m libre (05.12)       | Péter Bernek · Hungría · 3:34,32                                                            | James Guy Reino Unido 3:36,35                                                               | Velimir Stjepanović Serbia 3:38,17                                                           |
| 1500 m libre (07.12)      | Gregorio Paltrinieri · Italia · 14:16,10                                                    | Oussama Mellouli Túnez 14:18,79                                                             | Ryan Cochrane · Canadá · 14:23,25                                                            |
| 50 m espalda (06.12)      | Florent Manaudou Francia 22,22 RM                                                           | Eugene Godsoe Estados Unidos 23,05                                                          | Stanislav Donets · Rusia · 23,10                                                             |
| 100 m espalda (04.12)     | Mitchell Larkin Australia 49,57                                                             | Radosław Kawęcki · Polonia · 50,11                                                          | Ryosuke Irie Japón Matthew Grevers Estados Unidos 50,12                                      |
| 200 m espalda (07.12)     | Radosław Kawęcki · Polonia · 1:47,38                                                        | Ryan Lochte Estados Unidos 1:48,20                                                          | Mitchell Larkin Australia 1:48,35                                                            |
| 50 m braza (07.12)        | Felipe França Silva · Brasil · 25,63                                                        | Cameron van der Burgh Sudáfrica Adam Peaty Reino Unido 25,87                                | —                                                                                            |
| 100 m braza (04.12)       | Felipe França Silva · Brasil · 56,29                                                        | Adam Peaty Reino Unido 56,35                                                                | Giacomo Perez-Dortona Francia 56,78                                                          |
| 200 m braza (05.12)       | Dániel Gyurta · Hungría · 2:01,49                                                           | Marco Koch · Alemania · 2:01,91                                                             | Kirill Prigoda · Rusia · 2:02,38                                                             |
| 50 m mariposa (06.12)     | Chad le Clos Sudáfrica 21,95                                                                | Nicholas Santos · Brasil · 22,08                                                            | Andri Govorov · Ucrania · 22,49                                                              |
| 100 m mariposa (04.12)    | Chad le Clos Sudáfrica 48,44 RM                                                             | Thomas Shields Estados Unidos 48,99                                                         | Tommaso D'Orsogna Australia 49,60                                                            |
| 200 m mariposa (07.12)    | Chad le Clos Sudáfrica 1:48,61                                                              | Daiya Seto Japón 1:48,92                                                                    | Paweł Korzeniowski · Polonia · 1:50,21                                                       |
| 100 m estilos (07.12)     | Markus Deibler · Alemania · 50,66 RM                                                        | Vladimir Morozov · Rusia · 50,81                                                            | Ryan Lochte Estados Unidos 51,24                                                             |
| 200 m estilos (05.12)     | Kosuke Hagino Japón 1:50,47                                                                 | Ryan Lochte Estados Unidos 1:51,31                                                          | Daiya Seto Japón 1:51,79                                                                     |
| 400 m estilos (04.12)     | Daiya Seto Japón 3:56,33                                                                    | Kosuke Hagino Japón 4:01,17                                                                 | Dávid Verrasztó · Hungría · 4:01,82                                                          |
| 4 × 50 m libre (06.12)    | Rusia · Vladimir Morozov · Yevgueni Sedov · Oleg Tijobayev · Serguei Fesikov · 1:22,60 RM   | Estados Unidos Josh Schneider Thomas Shields Jimmy Feigen Ryan Lochte 1:23,47               | Italia · Luca Dotto · Marco Orsi · Filippo Magnini · Marco Belotti · 1:24,56                 |
| 4 × 100 m libre (03.12)   | Francia Clément Mignon Fabien Gilot Florent Manaudou Mehdy Metella 3:03,78                  | Rusia · Vladimir Morozov · Serguei Fesikov · Danila Izotov · Mijail Polishchuk · 3:04,18    | Estados Unidos Jimmy Feigen Matthew Grevers Ryan Lochte Thomas Shields 3:05,58               |
| 4 × 200 m libre (04.12)   | Estados Unidos Conor Dwyer Ryan Lochte Matthew McLean Tyler Clary 6:51,68                   | Italia · Andrea D'Arrigo · Marco Belotti · Nicolangelo Di Fabio · Filippo Magnini · 6:51,80 | Rusia · Mijail Polishchuk · Danila Izotov · Artiom Lobuzov · Viacheslav Andrusenko · 6:51,96 |
| 4 × 50 m estilos (04.12)  | Brasil · Guilherme Guido · Felipe França Silva · Nicholas Santos · César Cielo · 1:30,51 RM | Francia Benjamin Stasiulis Giacomo Perez-Dortona Mehdy Metella Florent Manaudou 1:31,25     | Estados Unidos Eugene Godsoe Cody Miller Thomas Shields Josh Schneider 1:31,83               |
| 4 × 100 m estilos (07.12) | Brasil · Guilherme Guido · Felipe França Silva · Marcos Macedo · César Cielo · 3:21,14      | Estados Unidos Matthew Grevers Cody Miller Thomas Shields Ryan Lochte 3:21,49               | Francia Florent Manaudou Giacomo Perez-Dortona Mehdy Metella Clément Mignon 3:22,26          |

- RM – Récord mundial

### Femenino
| Evento                    | Oro | Plata                                                                                   | Bronce                                                                                       |
| ------------------------- | --- | --------------------------------------------------------------------------------------- | -------------------------------------------------------------------------------------------- |
| 50 m libre (07.12)        | Ranomi Kromowidjojo · Países Bajos · 23,32                                                              | Bronte Campbell Australia 23,62                                                         | Dorothea Brandt · Alemania · 23,77                                                           |
| 100 m libre (05.12)       | Femke Heemskerk · Países Bajos · 51,37                                                                  | Sarah Sjöström · Suecia · 51,39                                                         | Ranomi Kromowidjojo · Países Bajos · 51,47                                                   |
| 200 m libre (07.12)       | Sarah Sjöström · Suecia · 1:50,78 RM                                                                    | Katinka Hosszú · Hungría · 1:51,18                                                      | Femke Heemskerk · Países Bajos · 1:51,69                                                     |
| 400 m libre (05.12)       | Mireia Belmonte García · España · 3:55,76                                                               | Sharon van Rouwendaal · Países Bajos · 3:57,76                                          | Zhang Yufei China 3:59,51                                                                    |
| 800 m libre (04.12)       | Mireia Belmonte García · España · 8:03,41                                                               | Jazmin Carlin Reino Unido 8:08,16                                                       | Sharon van Rouwendaal · Países Bajos · 8:08,17                                               |
| 50 m espalda (07.12)      | Etiene Medeiros · Brasil · 25,67 RM                                                                     | Emily Seebohm Australia 25,83                                                           | Katinka Hosszú · Hungría · 25,96                                                             |
| 100 m espalda (04.12)     | Katinka Hosszú · Hungría · 55,03 RM                                                                     | Emily Seebohm Australia 55,31                                                           | Daryna Zevina · Ucrania · 55,54                                                              |
| 200 m espalda (05.12)     | Katinka Hosszú · Hungría · 1:59,23 RM                                                                   | Emily Seebohm Australia 2:00,13                                                         | Sayaka Akase Japón 2:02,30                                                                   |
| 50 m braza (04.12)        | Rūta Meilutytė · Lituania · 28,84                                                                       | Alia Atkinson Jamaica 28,91                                                             | Moniek Nijhuis · Países Bajos · 29,64                                                        |
| 100 m braza (06.12)       | Alia Atkinson Jamaica 1:02,36                                                                           | Rūta Meilutytė · Lituania · 1:02,46                                                     | Moniek Nijhuis · Países Bajos · 1:04,03                                                      |
| 200 m braza (07.12)       | Kanako Watanabe Japón 2:16,92                                                                           | Rie Kaneto Japón 2:17,43                                                                | Rikke Møller Pedersen Dinamarca 2:17,83                                                      |
| 50 m mariposa (05.12)     | Sarah Sjöström · Suecia · 24,58                                                                         | Jeanette Ottesen Dinamarca 24,71                                                        | Inge Dekker · Países Bajos · 24,73                                                           |
| 100 m mariposa (07.12)    | Sarah Sjöström · Suecia · 54,61 RM                                                                      | Lu Ying China 55,25                                                                     | Jeanette Ottesen Dinamarca 55,32                                                             |
| 200 m mariposa (03.12)    | Mireia Belmonte García · España · 1:59,61 RM                                                            | Katinka Hosszú · Hungría · 2:01,12                                                      | Franziska Hentke · Alemania · 2:03,89                                                        |
| 100 m estilos (05.12)     | Katinka Hosszú · Hungría · 56,70 RM                                                                     | Siobhan-Marie O'Connor Reino Unido 57,83                                                | Emily Seebohm Australia 58,19                                                                |
| 200 m estilos (06.12)     | Katinka Hosszú · Hungría · 2:01,86 RM                                                                   | Siobhan-Marie O'Connor Reino Unido 2:05,87                                              | Melanie Margalis Estados Unidos 2:06,68                                                      |
| 400 m estilos (03.12)     | Mireia Belmonte García · España · 4:19,86 RM                                                            | Katinka Hosszú · Hungría · 4:22,94                                                      | Hannah Miley Reino Unido 4:24,74                                                             |
| 4 × 50 m libre (07.12)    | Países Bajos · Inge Dekker · Femke Heemskerk · Maud van der Meer · Ranomi Kromowidjojo · 1:34,24 RM     | Estados Unidos Madison Kennedy Abbey Weitzeil Natalie Coughlin Amy Bilquist 1:34,61     | Dinamarca Jeanette Ottesen Julie Levisen Mie Nielsen Pernille Blume 1:35,48                  |
| 4 × 100 m libre (05.12)   | Países Bajos · Inge Dekker · Femke Heemskerk · Maud van der Meer · Ranomi Kromowidjojo · 3:26,53        | Estados Unidos Natalie Coughlin Abbey Weitzeil Madison Kennedy Shannon Vreeland 3:27,70 | Italia · Erika Ferraioli · Silvia Di Pietro · Aglaia Pezzato · Federica Pellegrini · 3:29,48 |
| 4 × 200 m libre (03.12)   | Países Bajos · Inge Dekker · Femke Heemskerk · Ranomi Kromowidjojo · Sharon van Rouwendaal · 7:32,85 RM | China Qiu Yuhan Cao Yue Guo Junjun Shen Duo 7:37,02                                     | Australia Leah Neale Madison Wilson Brianna Throssell Kylie Palmer 7:38,59                   |
| 4 × 50 m estilos (05.12)  | Dinamarca Mie Nielsen Rikke Møller Pedersen Jeanette Ottesen Pernille Blume 1:44,04 RM                  | Estados Unidos Felicia Lee Emma Reaney Claire Donahue Natalie Coughlin 1:44,92          | Francia Mathilde Cini Charlotte Bonnet Mélanie Henique Anna Santamans 1:45,89                |
| 4 × 100 m estilos (07.12) | Dinamarca Mie Nielsen Rikke Møller Pedersen Jeanette Ottesen Pernille Blume 3:48,86                     | Australia Madison Wilson Sally Hunter Emily Seebohm Bronte Campbell 3:50,31             | Japón Sayaka Akase Kanako Watanabe Rino Hosoda Miki Uchida 3:50,50                           |

- RM – Récord mundial

### Mixto
| Evento                   | Oro                                                                                           | Plata                                                                                              | Bronce                                                                                    |
| ------------------------ | --------------------------------------------------------------------------------------------- | -------------------------------------------------------------------------------------------------- | ----------------------------------------------------------------------------------------- |
| 4 × 50 m libre (06.12)   | Estados Unidos Josh Schneider Matthew Grevers Madison Kennedy Abbey Weitzeil 1:28,57 RM       | Rusia · Yevgueni Sedov · Vladimir Morozov · Veronika Popova · Rozaliya Nasretdinova · 1:29,13      | Brasil · César Cielo · João de Lucca · Etiene Medeiros · Larissa Oliveira · 1:29,17       |
| 4 × 50 m estilos (04.12) | Brasil · Etiene Medeiros · Felipe França Silva · Nicholas Santos · Larissa Oliveira · 1:37,26 | Reino Unido Christopher Walker-Hebborn Adam Peaty Siobhan-Marie O'Connor Francesca Halsall 1:37,46 | Italia · Niccolò Bonacchi · Fabio Scozzoli · Silvia Di Pietro · Erika Ferraioli · 1:37,90 |

## Medallero
| Núm. | País           | Oro | Plata | Bronce | Total |
| ---- | -------------- | --- | ----- | ------ | ----- |
| 1    | Brasil         | 7   | 1     | 2      | 10    |
| 2    | Hungría        | 6   | 3     | 2      | 11    |
| 3    | Países Bajos   | 5   | 1     | 6      | 12    |
| 4    | Sudáfrica      | 4   | 1     | 0      | 5     |
| 5    | España         | 4   | 0     | 0      | 4     |
| 6    | Japón          | 3   | 3     | 4      | 10    |
| 7    | Francia        | 3   | 2     | 3      | 8     |
| 8    | Suecia         | 3   | 1     | 0      | 4     |
| 9    | Estados Unidos | 2   | 9     | 6      | 17    |
| 10   | Dinamarca      | 2   | 1     | 3      | 6     |
| 11   | Australia      | 1   | 5     | 4      | 10    |
| 12   | Rusia          | 1   | 4     | 4      | 9     |
| 13   | Italia         | 1   | 2     | 3      | 6     |
| 14   | Alemania       | 1   | 1     | 2      | 4     |
| 15   | Polonia        | 1   | 1     | 1      | 3     |
| 16   | Jamaica        | 1   | 1     | 0      | 2     |
| 16   | Lituania       | 1   | 1     | 0      | 2     |
| 18   | Reino Unido    | 0   | 7     | 1      | 8     |
| 19   | China          | 0   | 2     | 1      | 3     |
| 20   | Túnez          | 0   | 1     | 0      | 1     |
| 21   | Ucrania        | 0   | 0     | 2      | 2     |
| 22   | Canadá         | 0   | 0     | 1      | 1     |
| 22   | Serbia         | 0   | 0     | 1      | 1     |
|      | TOTAL          | 46  | 47    | 46     | 139   |